# Chakassische Autonome Socialistische Sovjetrepubliek
De Chakassische Autonome Socialistische Sovjetrepubliek (Russisch: Хакасская Автономная Социалистическая Советская Республика, Chakasskaja Avtonomnaja Sotsialistitsjeskaja Respoeblika) of Chakassische ASSR (Russisch: Хакасская АССР) was een autonome socialistische sovjetrepubliek van de  Sovjet-Unie.
De Chakassische Autonome Socialistische Sovjetrepubliek ontstond 1990 uit de Chakassische Autonome Oblast. In 1992 ging de Chakassische Autonome Socialistische Sovjetrepubliek op in de autonome republiek Chakassië.